# パラシュート

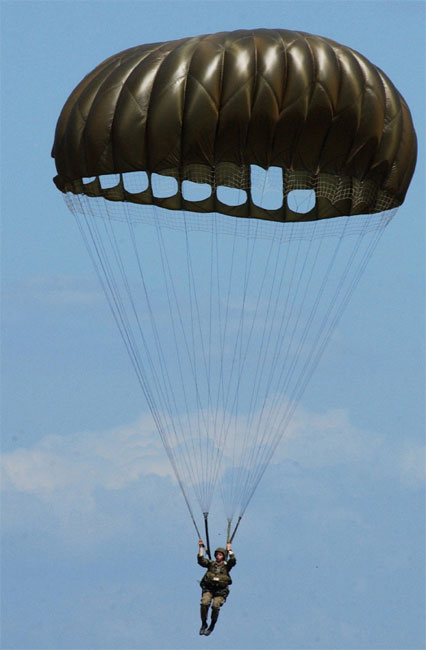
パラシュートで降下するアメリカの空挺歩兵。両手で握ったライザーを引くまたは緩めることで、ある程度の操縦が可能なタイプ

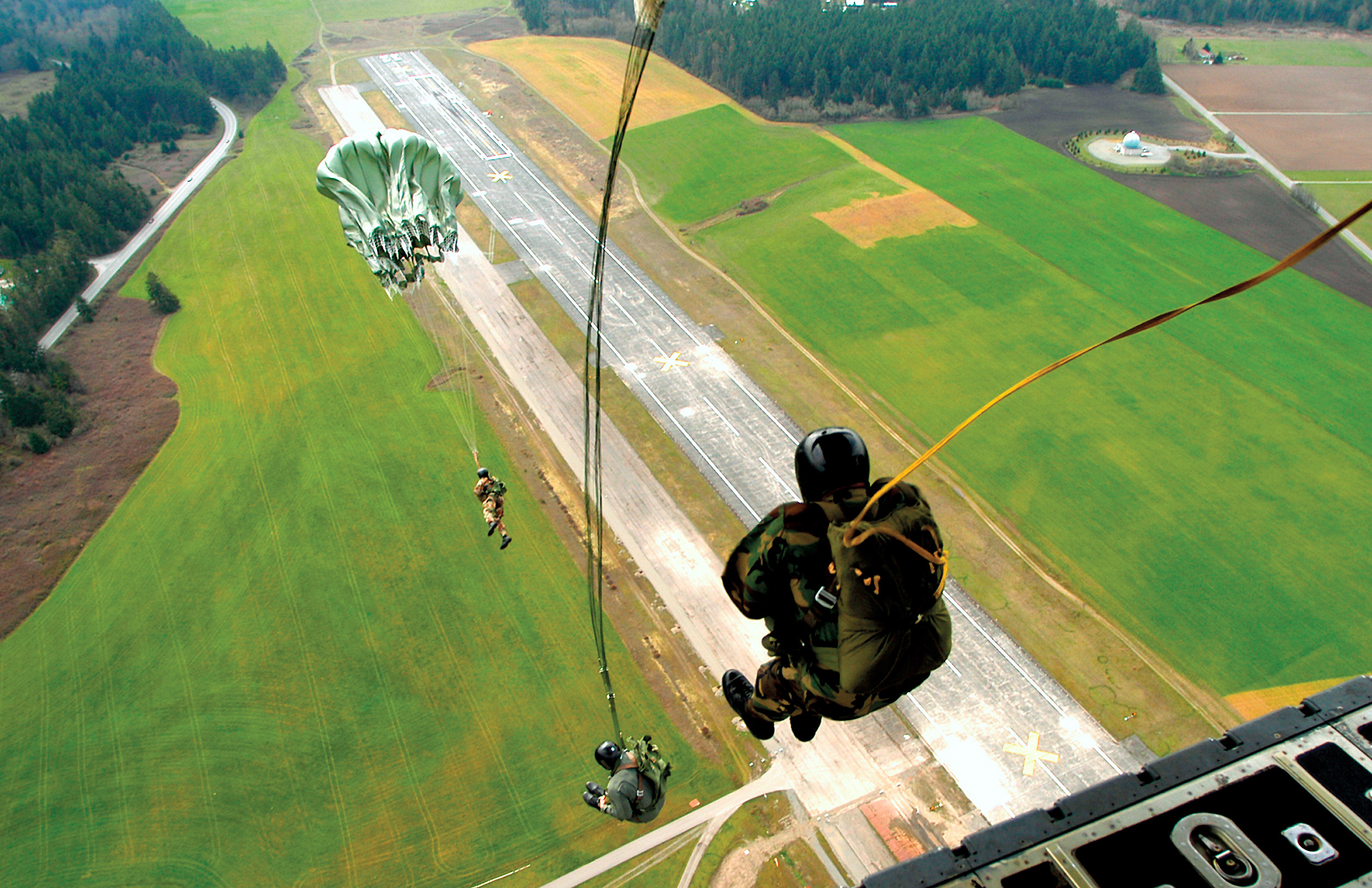
パラシュート降下の瞬間。黄色いストラップは自動開傘索。

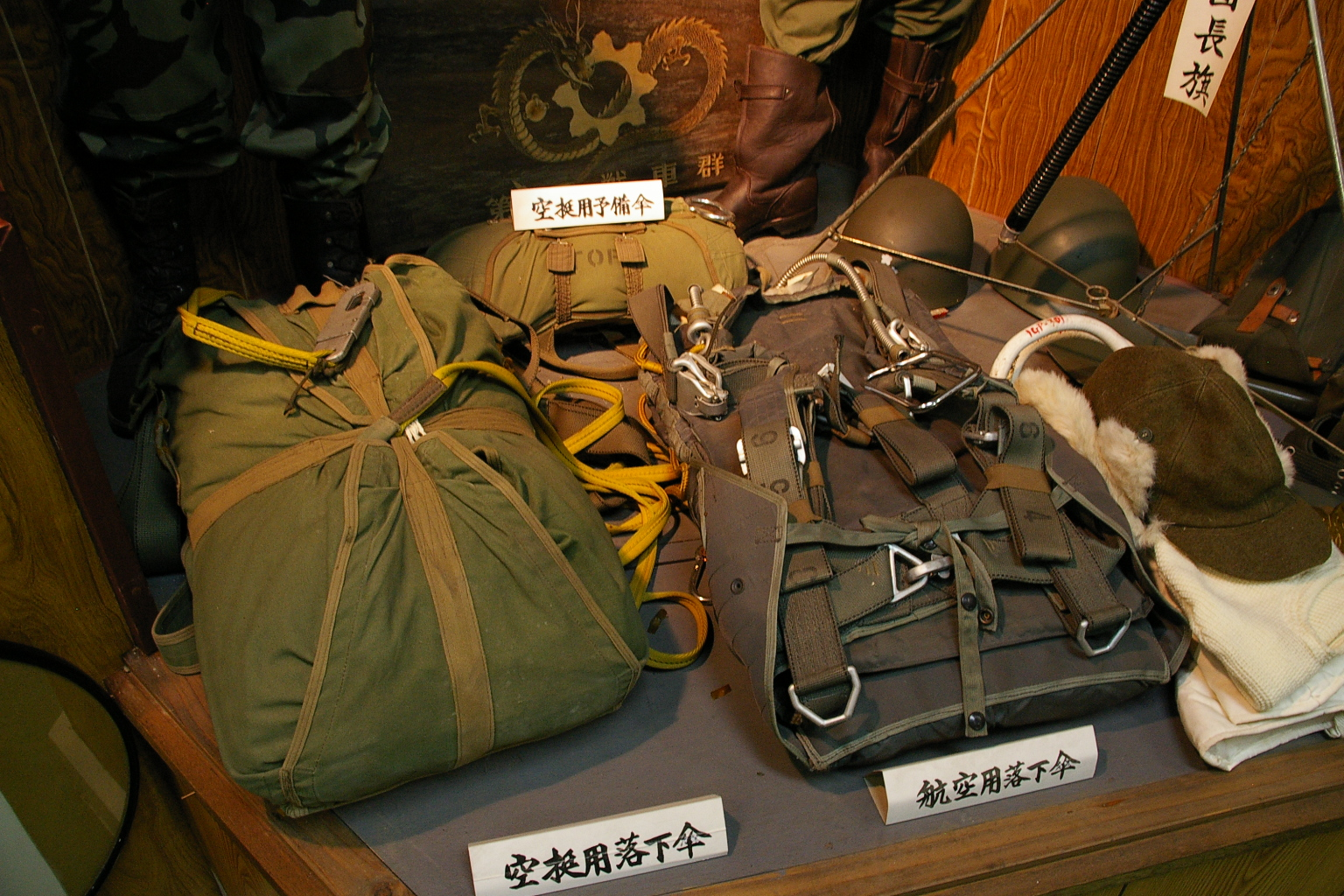
陸上自衛隊の60式空挺傘
手前の主傘を背負い、奥の予備傘を身体前部に装着する。

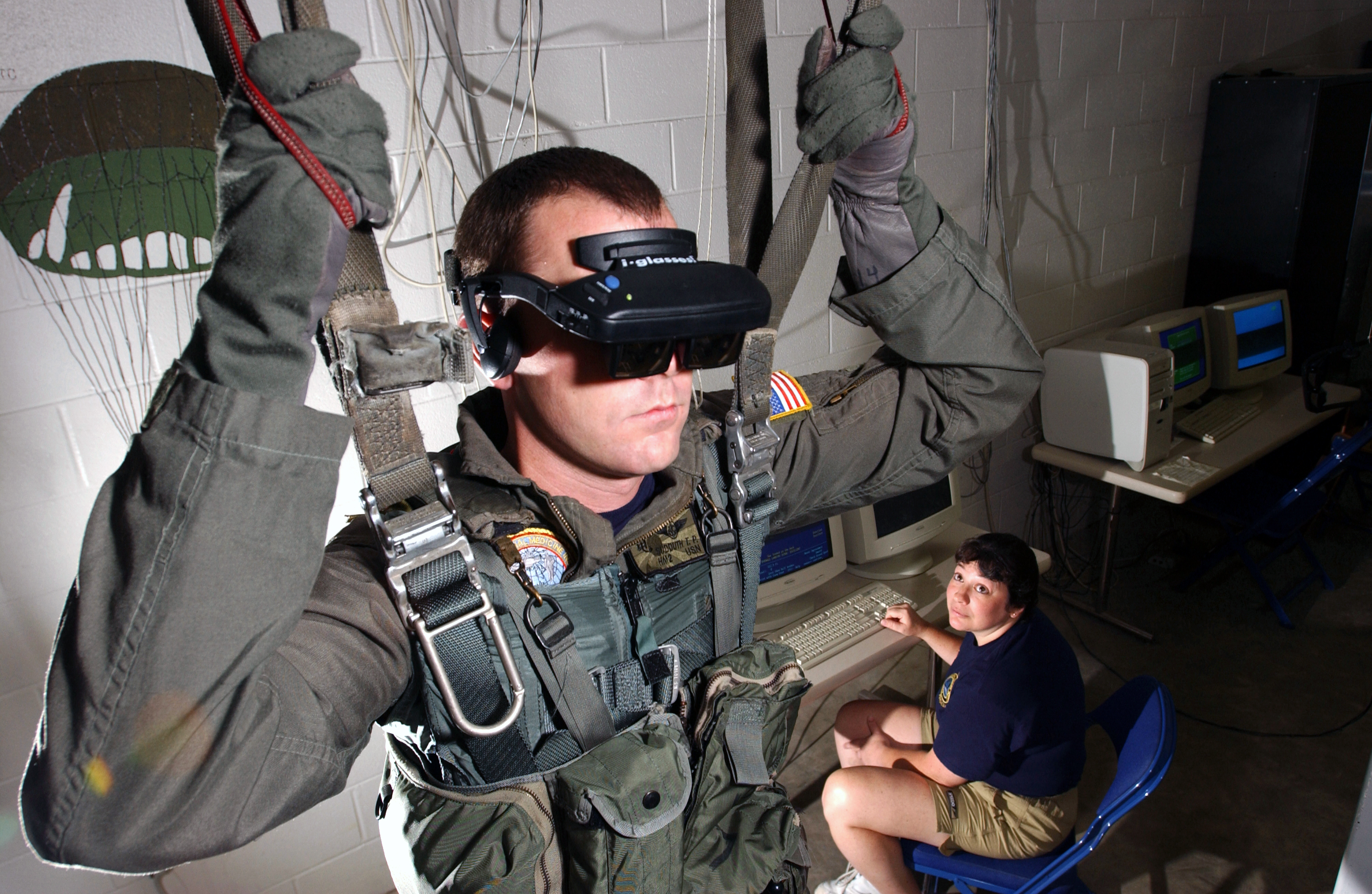
米国海軍で利用されるVRパラシュート訓練機

ドラッグシュートを用いたスペースシャトルの着陸

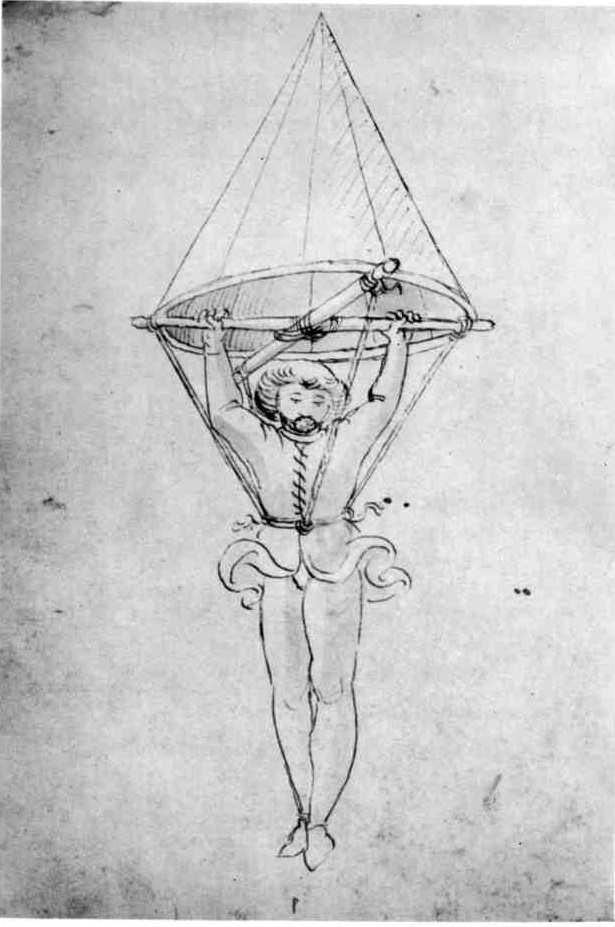
イタリアの無名人士による最古のパラシュート図版（1470年）

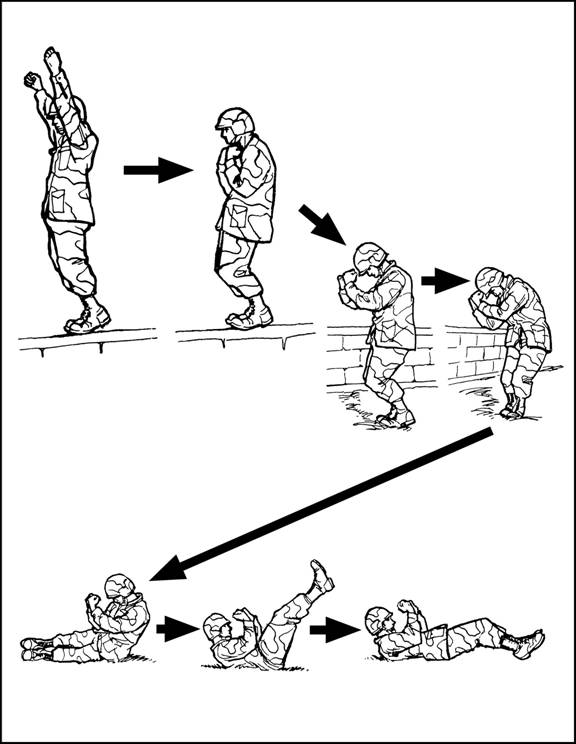
五点接地と呼ばれる着地法を、地上で訓練する要領を示した図。パラシュートで減速をしていてもなお着地の衝撃は大きいので、接地箇所を下肢から体全体へと徐々に分散しながら回転運動に変えて、衝撃を和らげる必要がある

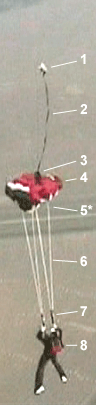
1.パイロットシュート
2.ブライダルコード
3.コンテナ
4.メインパラシュート
5.スライダー（画像からは見えない)
6.ライン
7.ライザー
8.デュプロイメントバッグとハーネス

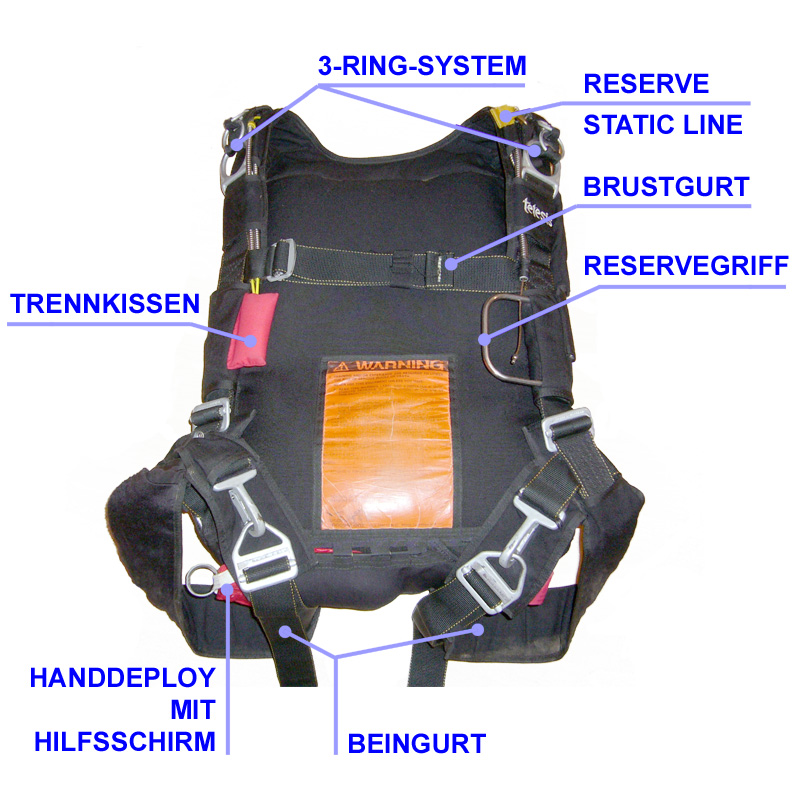
一般的なデュプロイメントバッグ

メインパラシュートが誤動作で展開しなかった時の切り離しに使用される3-ring release system解説動画

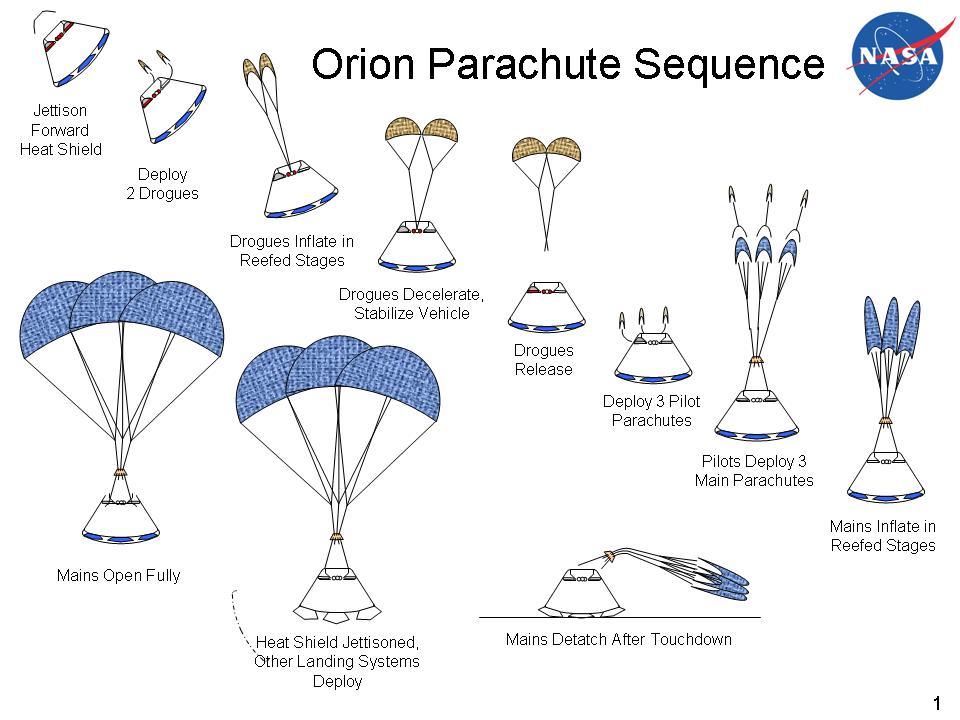
宇宙船オリオンの着陸手順。

パラシュート（仏: Parachute）は、傘のような形状で空気の力を受けて速度を制御するもの。名前はイタリア語の「守る」 (parare) とフランス語の「落ちる」 (chute) を組み合わせた造語である。落下傘（らっかさん）とも呼ばれている。

## 解説
パラシュートは、飛行機やヘリコプターからの脱出や人員降下、物資の空中投下、スカイダイビングの最終行程などに使用される。初期のパラシュートは絹製で、これは湿ると重くなる上に、開かない事故がよく起こった。現在はナイロンなどの化学繊維製である。
また、パラシュートの形状には二種類あり、古典的なマッシュルーム型は、その形状からキャノピーが潰れにくく安定している代わりに、コントロール性は劣る。特に着地時には建物の2階から土の地面に安全機具なしで飛び降りたときとほぼ同じ衝撃が来るため、定められた受身を取るような着地をしないとケガをしてしまう。エアスポーツで定番となったラムエアータイプのパラシュートは、断面が翼のようになっており、滑空性能やコントロール性に優れるが、前述のマッシュルーム型と比較すると、キャノピーが潰れやすいという特性がある。
上記の用途の他にドラッグレース競技車の停車やスペースシャトル、戦闘機が着陸滑走時の減速などにも同様の形状のものが用いられているが、これらは減速のみに用いるため、ドローグシュート（drogue chute、drag parachute、ドラッグシュート、制動傘）と呼ばれる。
ドローグシュート（Drogue chute）という小型の傘は、メインパラシュート（主傘）の展開前の姿勢制御（姿勢が安定していないとメインパラシュートの索が絡まって巧く展開しないため）と、予備減速（高速時にいきなりメインパラシュートを開くと裂けて破損するため）と、メインパラシュートを収納部から引き出すために使われる。
日本では航空法第90条で、「国土交通大臣の許可を受けた者でなければ、航空機から落下さんで降下してはならない。」と定められている。コストや重量制限、安全性の問題から民間旅客機にはパラシュートが装備されていないことが一般的である。戦闘機には射出座席が備えられていることが多いため、実際にパラシュート降下を行うのは大型機の搭乗員であるが、軍のパイロットは必須の訓練となっている。ただし訓練のため飛行機から降下するのはコストがかかり初心者には難しいため、櫓から飛び降りる模擬訓練が行われている。現代ではバーチャルリアリティを利用した訓練装置も開発されている。

## 歴史
パラシュートと類似した道具については中世から、いくつかの記録が残っている。852年にアンダルシアのアルメン・フィルマン（イブン・フィルナースも参照）が、スペインのコルドバの塔から、木枠で補強した外套を使って飛び降り、軽傷を負ったものの着地したという。1178年、あるムスリムがコンスタンティノープルの塔から同じように飛び降りたとしているが、重傷を負い、その怪我が元で死亡している。
レオナルド・ダ・ヴィンチが1485年ごろにミラノで書き留めたパラシュートのスケッチが残っており、彼がパラシュートを発明したとする説が多い。しかし、歴史家のリン・タウンゼンド・ホワイト・ジュニア によると、1470年ごろにイタリアで無名の人物によって書かれたと推定される書類に2つのパラシュートの図面が残されており、そのうちの1つはレオナルドのそれに類似している。1617年にヴェネツィアでクロアチア人の発明家、ファウスト・ヴランチッチ（ヴェランツィオ）が、レオナルドのパラシュートを作成し、実験を行っている。
その後、必要性がなかったためか、長らく忘れ去られていたが、1783年にフランスのルノルマンが再発明し、彼の手によって「パラシュート」という名前が提案され、定着することになる。2年後の1785年、ブランシャールがパラシュートを使えば、熱気球から安全に飛び降りられることを実験で証明した。実験は犬を使って行われたが、1793年にブランシャール本人が搭乗していた熱気球が破裂した際に、実際に自分で試すことになり、無事脱出に成功している。
しかしながら、この頃のパラシュートは木枠の上にリンネルを張ったものが使われており、重くかさばり、実用性に乏しいものであった。また気球は墜落の際に重航空機のように急落下する例は少なく、徐々に高度を落としていく場合がほとんどであり、パラシュートが必要な機会は少なかった。
1790年代、ブランシャールはより軽く強靭な絹布で試作を始めた。1797年にガルヌランが、新しい絹製のパラシュートで降下を行っている。また、ガルヌランは、パラシュートに排気弁を取り付け安定した降下を行えるよう再設計している。1911年グレープ・コテルニコフが背負い型のパラシュートを発明した。ヘルマン・ラッテマンとケーテ・パウルスは、気球からのジャンプをおこなった。
1912年3月1日、アメリカ陸軍の大尉、アルバート・ベリーがミズーリ州上空で初めて飛行機からのパラシュートを使用しての降下を行っている。1913年にスロバキア人のシュテファン・バニッチが、初めて近代的なパラシュートの特許を取得している。
1922年10月20日、アメリカ陸軍航空隊のテストパイロット、ハロルド・ロス・ハリス中尉のローニング戦闘機がオハイオ州上空で補助翼の急激な操作により空中分解を起こした。高度 800 m で空中に投げだされた中尉はアービング式手動開傘式パラシュートで無事に生還し、これがアメリカ初のパラシュートによる非常脱出、世界初の重航空機からのパラシュート脱出となった。当時、各国のパイロット達はパラシュートの携行を嫌っていたが、この事故をきっかけに認識が変わり、翌年にはアメリカ陸軍航空隊において飛行機に搭乗する際のパラシュートの携行が義務付けられた。なお、日本でのパラシュートでの降下第一号は、空中分解事故で1928年6月に三菱1MF2試作機から脱出した中尾純利である。

## 種類
- Round
- Cruciform
- Pull-down apex
- Annular
- ロガロ翼（英語版）
- Ribbon and Ring
- Ram-air（楕円形・方形）
  - パラグライダー

## 一覧
ロシア、旧共産圏
- PD-47 - ソビエト連邦が第二次世界大戦で使用した。
- D-6 (パラシュート) - ロシア製の軍用パラシュート
- D-10 (パラシュート)（ロシア語版） - 90年代後半にロシアの空挺部隊によって採用された。
- Д-12 «Листик»
- Арбалет-2（ロシア語版） -  ロシアの特別偵察部隊が使用するパラシュートシステム
- D-1-5u (パラシュート)（ロシア語版） - ロシアの訓練用パラシュートで、実戦用より大きく作られている。
- Стайер - 特殊部隊で使用する北極圏でも使用可能なパラシュート

アメリカなど
- T-5、T-7 - 第二次世界大戦で使用され、中国軍でも使用された。
- T-10 (パラシュート)（英語版） - 米軍で1955年以来使用されているパラシュート。カナダでは、微調整したCT-1が使用されている。
- T-11 (パラシュート)（英語版） - T-10を更新する目的で開発され、2008年から配備が始められた。方形の傘体を採用。降下速度がT-10の7.3 m/s から 5.8 m/sと低下し使用する兵士が怪我しにくいようになっている。
- MC-6 (パラシュート)（英語版） - 米軍特殊部隊が使用する。
- FS-14パラシュート - アメリカの山火事現場に急行するスモークジャンパー（英語版）が使用する。
- British X-type troop parachute - 第二次世界大戦でイギリスが使用した。

フランス
- 696MI (パラシュート)

日本
- 60式空挺傘
- 13式空挺傘
- 自由降下傘

## 技術
降下
- 自由降下
  - 高高度降下低高度開傘（英: High Altitude Low Opening, HALO）
  - 高高度降下高高度開傘（英: High Altitude High Opening, HAHO）

着地方法
- 五点接地 ‐ 足から着地した瞬間に横に倒れ、着地の衝撃を順にふくらはぎ、太もも、 尻、背中に沿って順次分散して衝撃を吸収する方法。正しく行えば衝撃が緩和されるが、失敗すると頭部への衝撃が大きくなり脳震盪を起こして動けなくなるなどが確認されている[2]。

## 代表的な使用
代表的な使用者
- 各国の空挺軍、空挺部隊、落下傘部隊
  - ロシア空挺軍 - 積雪や泥濘の影響を受けやすく、道路事情が悪い国柄から、多数の兵士、戦車や自走砲などが空挺輸送できるようになっている。
  - 中国人民解放軍空軍空降兵
  - 第18空挺軍団 (アメリカ軍)
  - 特殊空挺部隊 - イギリス
  - 第1空挺団 (陸上自衛隊)
  - 空の神兵 - 日本
  - 第1空挺師団 (ドイツ連邦陸軍)
  - 降下猟兵 - ドイツ
  - 空挺コマンドーグループ (フランス軍)
  - 第6落下傘軽歩兵旅団 - スペイン

等々

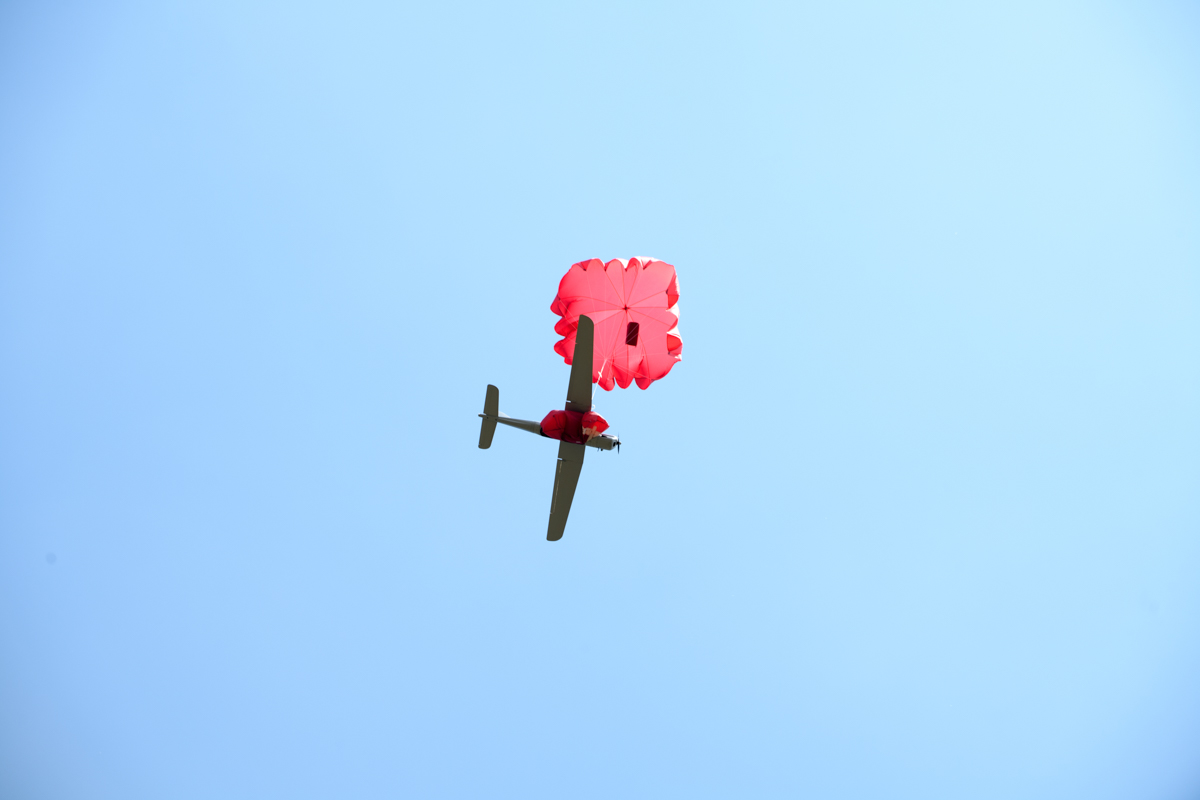
ロシア製無人偵察機オルラン10の着陸
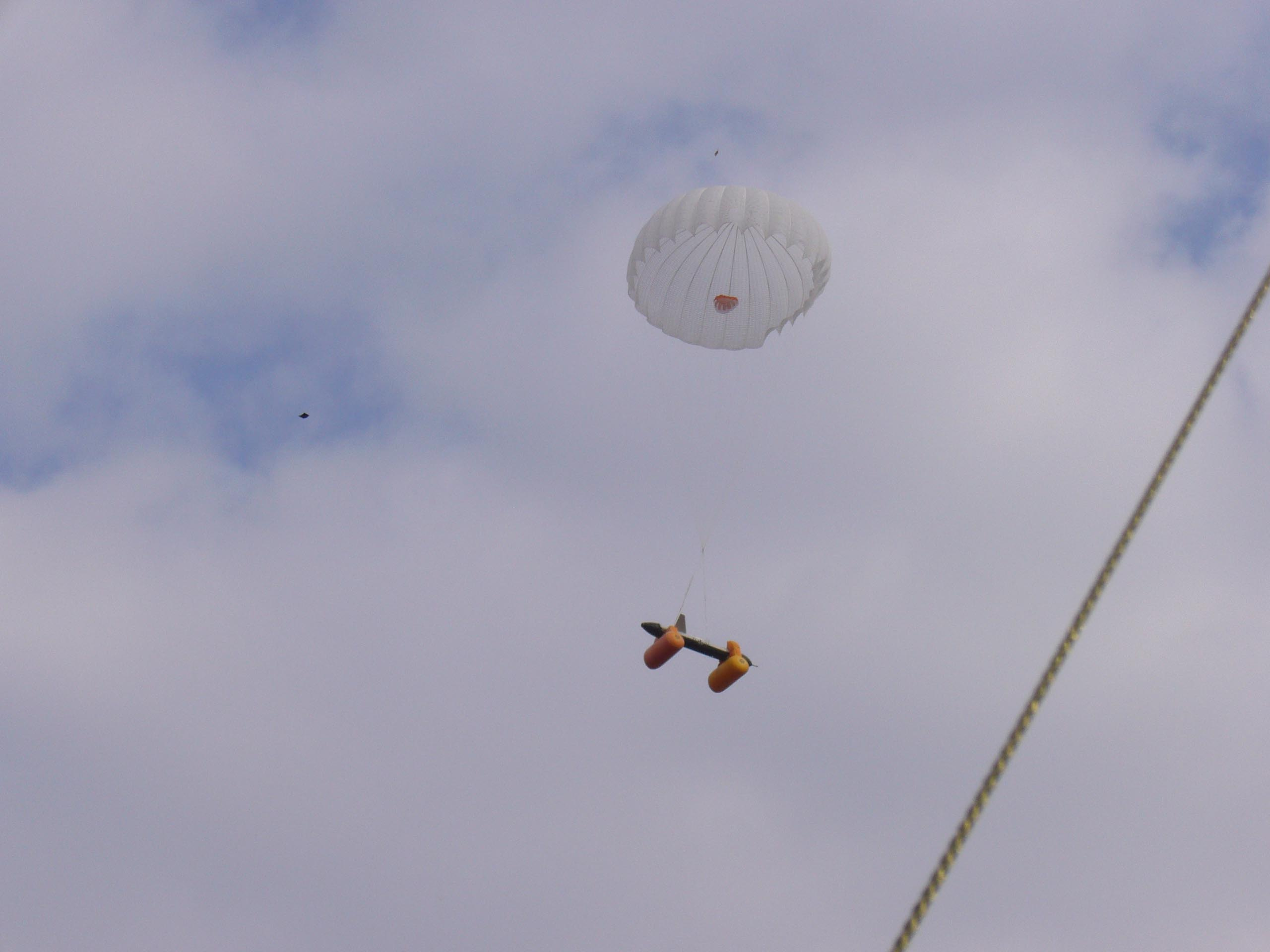
カナディア製無人偵察機CL-289（ドイツ語版）の着陸

軍での使用のバリエーション
- 射出座席
- エアボーン、空中投下、高高度降下低高度開傘
  - マーケット・ガーデン作戦
  - 遠すぎた橋
- バリュート - パラシュートとバルーンを組み合わせた造語
- Joint Precision Airdrop System（英語版）
- Military Free Fall Parachute System（英語版）

消防での使用
- スモークジャンパー（英語版） - 森林火災時に、道路整備されていないエリアに早急に到着して火が燃え広がらないように、防火帯などの工作を行う。

民間機での使用
- 緊急着陸用パラシュート -　超軽量飛行機が操縦不能になったときにパイロットが作動させる。

スポーツ
- ベースジャンピング、スカイダイビング、スカイサーフィン

記録への挑戦
- プロジェクト・エクセルシオ - パラシュート降下の高度記録を樹立。

パラシュートが使用された事件・逸話
- D.B.クーパー事件 - ハイジャック犯はパラシュートにより飛行機から脱出した。
- フィリピン航空812便ハイジャック事件- 2000年5月25日、航空機がハイジャックされ、金品を奪った犯人は手製のパラシュートを使い脱出したものの、パラシュートを開くことができず着地に失敗し墜落死。乗員は全員無事であった[3]。
- ビーバー降下作戦 ‐アメリカビーバーが入植地において邪魔であったため、パラシュートで空中投下して輸送された。

## 関連法律
- 航空法第90条 - 国土交通大臣の許可を受けた者でなければ、航空機から落下さんで降下してはならない。
- 制限表面 - 飛行場とその周辺など、制限表面に指定された場所ではパラシュート落下などの空中障害物を設置できない。
- 戦時国際法、パラシュートへの攻撃（英語版） - 撃墜された航空機から脱出する兵士を攻撃することは禁止されている。その理由として、敵勢力圏内に着地した場合は捕虜となるしかないためである。これは脱出する兵士に限った話であり、降下中の空挺部隊に対する攻撃は認められている。

## その他
- 10月22日 - パラシュートの日。1797年10月22日、フランス人発明家ガルネランがパリ市郊外のモンソー公園で、高度約 1,000mを遊覧していた気球から円形パラシュートで降下し無事着陸したことから[4][5]。
- キャタピラークラブ（英語版） - 壊れた航空機からパラシュートで脱出して生還した人が会員として登録される。キャタピラーはパラシュートに使う絹を生み出す蚕から。
- アブラアム＝ルイ・ブレゲ - 懐中時計の耐衝撃機構を発明し、「パラシュート」と命名した。

比喩
- 落下傘候補
- ゴールデンパラシュート - 会社買収時に役員の退職金を高額にする契約による買収対抗策。
  - 従業員の場合は、ティンパラシュートという